# Marlon Moraes
Marlon Luiz Moraes (Nova Friburgo, 26 de abril de 1988) é um ex-lutador brasileiro de artes marciais mistas que competia na categoria peso-galo do UFC. Fez sua estreia no UFC 212 contra o também brasileiro Raphael Assunção.
Antes de ingressar no Ultimate Fighting Championship, ele competiu pelo World Series of Fighting, aonde foi campeão da categoria peso-galo. Em 30 de agosto de 2016, Moraes foi colocado como 1° colocado no ranking de galos do mundo pelo site Sherdog.

## Começo da carreira
Moraes começou nas artes marciais com Thai boxing aos sete anos de idade, junto ao Mestre Anderson França, e começou a treinar Jiu Jitsu Brasileiro aos quinze. Ele obteve grande sucesso em competições brasileiras de Muay Thai, ganhando diversos prêmios, antes de se dedicar integralmente ao MMA.

## Carreira no MMA

### Xtreme Fighting Championships
Em 2 de dezembro de 2011, Moraes enfrentou Chris Manuel no XFC 15, vencendo por decisão unânime.
Em 13 de Abril de 2012, Moraes enfrentou Jarrod Card no XFC 17, ele venceu por nocaute aos 47 segundos do primeiro round.

### World Series of Fighting
Em Setembro de 2012, Moraes assinou com o World Series of Fighting.
Em 3 de novembro de 2012 Moraes fez sua estreia na organização contra o ex-Campeão Peso Galo do WEC Miguel Torres no WSOF 1. Moraes derrotou Torres por decisão dividida.
Após a vitória de Moraes sobre Torres, foi anunciado que Moraes enfrentaria Tyson Nam no WSOF 2 em 23 de março de 2013, Moraes derrotou Nam por nocaute com um chute na cabeça no primeiro round.
Moraes enfrentou Brandon Hempleman no WSOF 4 em 10 de agosto de 2013. Moraes venceu por decisão unânime.
Moraes enfrentou Carson Beebe no WSOF 6 em 26 de outubro de 2013. Ele venceu a luta por nocaute em apenas 30 segundos de luta.
Moraes lutou pelo Cinturão Peso Galo Inaugural do WSOF contra Josh Rettinghouse no WSOF 9. Moraes venceu a luta por decisão unânime, se tornando o campeão da categoria.
Moraes era esperado para enfrentar Josh Hill em 13 de setembro de 2014 no WSOF 13. No entanto, uma lesão tirou Hill da luta uma semana antes do evento, sendo ele substituído por Cody Bollinger e a luta foi transformada em um Peso Casado em 67 kg. Marlon venceu a luta por finalização, com um Mata-leão no segundo round.
A luta entre Moraes e Josh Hill foi remarcada para 12 de fevereiro de 2015 no WSOF 18, em disputa válida pelo cinturão Peso Galo. Moraes venceu a luta por decisão unânime e reteve o cinturão.
Marlon enfrentou seu compatriota Sheymon Moraes em 1 de agosto de 2015 no WSOF 22, e novamente defendeu seu título, vencendo por finalização, com um mata-leão no terceiro round.
Moraes enfrentou Joseph Barajas no WSOF 28 em 20 de fevereiro de 2016. Moraes venceu por Nocaute Técnico no primeiro round e reteve mais uma vez o cinturão Peso Galo.
Em 10 de maio de 2016, foi anunciado que Moraes enfrentaria novamente Josh Hill, em luta válida pelo Cinturão Peso Galo. O confronto foi realizado no WSOF 32 em 30 de julho de 2016. Moraes venceu por nocaute aos trinta e oito segundos do segundo round.
Moraes enfrentou Josenaldo Silva no WSOF 34 em 31 de dezembro de 2016. Ele venceu por nocaute técnico no primeiro round, após Silva lesionar o joelho.
Em 3 de janeiro de 2017 Moraes abriu mão de seu cinturão Peso Galo do WSOF depois de se tornar um agente livre irrestrito.

### Ultimate Fighting Championship
Em abril de 2017 foi anunciado que Marlon Moraes havia assinado um contrato com o UFC.
Ele fez sua estreia na organização contra seu compatriota Raphael Assunção no UFC 212, em 3 de junho de 2017. Moraes acabou derrotado por decisão dividida.
Moraes enfrentou John Dodson no UFC Fight Night 120, em 11 de novembro de 2017. Ele venceu a luta por decisão dividida.
Moraes foi escalado para substituir Rani Yahya na luta contra Aljamain Sterling pelo UFC Fight Night: Swanson vs. Ortega, em 9 de dezembro de 2017. Ele venceu a luta por nocaute através de uma joelhada no primeiro round, conquistando seu primeiro prêmio de Performance da Noite no UFC.
Após o UFC Fight Night 123, em Fresno, a Comissão Atlética do Estado da Califórnia (CSAC) advertiu Moraes por recuperar mais de 10% do seu peso após a pesagem. Sua variação de peso foi de 61,4 Kg no dia da pesagem para 70,3 Kg no dia da luta, uma variação de 14,5%, muito acima do regulamentado pela comissão, que é permanecer dentro de 10% do peso aferido. O CSAC não o licenciará para lutas na categoria Peso Galo “sem a apresentação de extensa documentação médica emitida por médico licenciado, certificando que a classe de peso é apropriada, e comprovada pelos médicos do CSAC."
Moraes enfrentou Jimmie Rivera no UFC Fight Night 131, em 1 de junho de 2018.  Moraes venceu a luta por nocaute aos trinta e três segundos do primeiro round, tornando-se o primeiro lutador a nocautear Rivera no MMA, e quebrando uma sequência de vinte vitórias seguidas do adversário. Esta vitória rendeu a Moraes o prêmio de Performance da Noite.
Moraes teve sua revanche contra Raphael Assunção em 2 de fevereiro de 2019, na luta principal do UFC Fight Night 144.  A primeira luta entre eles, realizada em 3 de junho de 2017, no UFC 212, resultou em uma decisão dividida a favor de Assunção. Desta vez, Moraes venceu por finalização no primeiro round, após aplicar uma guilhotina. Esta vitória rendeu a Moraes o prêmio de Performance da Noite.
Moraes enfrentou Henry Cejudo em 8 de junho de 2019, na luta principal do UFC 238, em duelo válido pelo cinturão vago da categoria Peso Galo do UFC. Moraes foi derrotado por nocaute técnico no terceiro round.
Moraes enfrentou o ex-campeão Peso Pena do UFC José Aldo em 14 de dezembro de 2019, no UFC 245. Moraes venceu a luta por decisão dividida.

### Aposentadoria
No dia 13 de abril de 2022, Marlon anuncioou sua aposentadoria por meio de seu empresário Ali Abdelaziz aos meios de comunicação norte-americanos. Na mensagem, Marlon declarou: 
| “ | Quero agradecer todo mundo. Sean Shelby, Hunter Campbell, Dana White e o UFC por me dar tantas oportunidades. Quero agradecer minha família, treinadores, manager, todos que foram parte da minha carreira. Ainda estarei envolvido no MMA, ajudando jovens e meus amigos. Também quero dizer obrigado a Mark Henry, Ricardo Almeida, Frankie Edgar e Anderson França. | ” |

## Cartel no MMA
| Cartel no MMA   |             |             |
| 34 lutas        | 23 vitórias | 10 derrotas |
| Por nocaute     | 10          | 7           |
| Por finalização | 6           | 2           |
| Por decisão     | 7           | 1           |
| Empates         | 1           | 1           |

| Res.    | Cartel  | Oponente                   | Método                                 | Evento                                  | Data       | Round | Tempo | Local                     | Notas                                                                          |
| ------- | ------- | -------------------------- | -------------------------------------- | --------------------------------------- | ---------- | ----- | ----- | ------------------------- | ------------------------------------------------------------------------------ |
| Derrota | 23-10-1 | Song Yadong                | Nocaute (socos)                        | UFC Fight Night: Santos vs. Ankalaev    | 12/03/2022 | 1     | 2:06  | Las Vegas, Nevada         |                                                                                |
| Derrota | 23-9-1  | Merab Dvalishvili          | Nocaute Técnico (socos)                | UFC 266: Volkanovski vs. Ortega         | 25/09/2021 | 2     | 4:25  | Las Vegas, Nevada         |                                                                                |
| Derrota | 23-8-1  | Rob Font                   | Nocaute Técnico (socos)                | UFC Fight Night: Thompson vs. Neal      | 19/12/2020 | 1     | 3:47  | Las Vegas, Nevada         |                                                                                |
| Derrota | 23-7-1  | Cory Sandhagen             | Nocaute Técnico (chute rodado e socos) | UFC Fight Night: Moraes vs. Sandhagen   | 10/10/2020 | 2     | 1:03  | Abu Dhabi                 |                                                                                |
| Vitória | 23-6-1  | José Aldo                  | Decisão (dividida)                     | UFC 245: Usman vs. Covington            | 14/12/2019 | 3     | 5:00  | Las Vegas, Nevada         |                                                                                |
| Derrota | 22-6-1  | Henry Cejudo               | Nocaute Técnico (socos)                | UFC 238: Cejudo vs. Moraes              | 08/06/2019 | 3     | 4:51  | Chicago, Illinois         | Pelo Cinturão Peso Galo Vago do UFC.                                           |
| Vitória | 22-5-1  | Raphael Assunção           | Finalização (guilhotina)               | UFC Fight Night: Assunção vs. Moraes II | 02/02/2019 | 1     | 3:17  | Fortaleza                 |                                                                                |
| Vitória | 21-5-1  | Jimmie Rivera              | Nocaute (chute na cabeça e socos)      | UFC Fight Night: Rivera vs. Moraes      | 01/06/2018 | 1     | 0:33  | Utica, Nova Iorque        | Performance da Noite.                                                          |
| Vitória | 20-5-1  | Aljamain Sterling          | Nocaute (joelhada)                     | UFC Fight Night: Swanson vs. Ortega     | 09/12/2017 | 1     | 1:07  | Fresno, Califórnia        | Performance da Noite.                                                          |
| Vitória | 19-5-1  | John Dodson                | Decisão (dividida)                     | UFC Fight Night: Poirier vs. Pettis     | 11/11/2017 | 3     | 5:00  | Norfolk, Virginia         |                                                                                |
| Derrota | 18-5-1  | Raphael Assunção           | Decisão (dividida)                     | UFC 212: Aldo vs. Holloway              | 03/06/2017 | 3     | 5:00  | Rio de Janeiro            | Estreia no UFC.                                                                |
| Vitória | 18-4-1  | Josenaldo Silva            | Nocaute Técnico (lesão)                | WSOF 34: Moraes vs. Silva               | 31/12/2016 | 1     | 2:30  | Nova Iorque               | Defendeu o Cinturão Peso Galo do WSOF; Vagou o cinturão para assinar pelo UFC. |
| Vitória | 17-4-1  | Josh Hill                  | Nocaute (chute na cabeça e socos)      | WSOF 32: Moraes vs. Hill                | 30/07/2016 | 2     | 0:38  | Washington                | Defendeu o Cinturão Peso Galo do WSOF                                          |
| Vitória | 16-4-1  | Joseph Barajas             | Nocaute Técnico (chutes nas pernas)    | WSOF 28: Moraes vs. Barajas             | 20/02/2016 | 1     | 1:13  | Califórnia                | Defendeu o Cinturão Peso Galo do WSOF.                                         |
| Vitória | 15-4-1  | Sheymon Moraes             | Finalização (mata-leão)                | WSOF 22: Palhares vs. Shields           | 01/08/2015 | 3     | 3:46  | Las Vegas, Nevada         | Defendeu o Cinturão Peso Galo do WSOF.                                         |
| Vitória | 14-4-1  | Josh Hill                  | Decisão (unânime)                      | WSOF 18: Moraes vs. Hill                | 12/02/2015 | 5     | 5:00  | Edmonton, Alberta         | Defendeu o Cinturão Peso Galo do WSOF.                                         |
| Vitória | 13-4-1  | Cody Bollinger             | Finalização (mata leão)                | WSOF 13: Moraes vs. Bollinger           | 13/09/2014 | 2     | 1:35  | Bethlehem, Pennsylvania   | Luta em Peso Casado (147 lbs).                                                 |
| Vitória | 12-4-1  | Josh Rettinghouse          | Decisão (unânime)                      | WSOF 9: Carl vs. Palhares               | 29/03/2014 | 5     | 5:00  | Paradise, Nevada          | Ganhou o Cinturão Peso Galo Inaugural do WSOF.                                 |
| Vitória | 11-4-1  | Carson Beebe               | Nocaute (socos)                        | WSOF 6: Burkman vs. Carl                | 26/10/2013 | 1     | 0:32  | Coral Gables, Florida     |                                                                                |
| Vitória | 10-4-1  | Brandon Hempleman          | Decisão (unânime)                      | WSOF 4: Spong vs. DeAnda                | 10/08/2013 | 3     | 5:00  | Ontario, California       |                                                                                |
| Vitória | 9-4-1   | Tyson Nam                  | Nocaute (chute na cabeça e socos)      | WSOF 2: Arlovski vs. Johnson            | 23/03/2013 | 1     | 2:55  | Atlantic City, New Jersey |                                                                                |
| Vitória | 8-4-1   | Miguel Torres              | Decisão (dividida)                     | WSOF 1: Arlovski vs. Cole               | 12/11/2012 | 3     | 5:00  | Las Vegas, Nevada         | Estreia no WSOF.                                                               |
| Vitória | 7-4-1   | Jarrod Card                | Nocaute (soco)                         | XFC 17: Apocalypse                      | 13/04/2012 | 1     | 0:47  | Jackson, Tennessee        |                                                                                |
| Vitória | 6-4-1   | Chris Manuel               | Decisão (unânime)                      | XFC 15: Tribute                         | 02/12/2011 | 3     | 5:00  | Tampa, Florida            |                                                                                |
| Derrota | 5-4-1   | Deividas Taurosevičius     | Finalização (triângulo de braço)       | Ring of Combat 38                       | 18/11/2011 | 1     | 2:34  | Atlantic City, New Jersey | Pelo Cinturão Peso Pena do ROC.                                                |
| Derrota | 5-3-1   | Ralph Acosta               | Finalização (mata leão)                | World Extreme Fighting 46               | 22/04/2011 | 2     | 3:03  | Orlando, Florida          |                                                                                |
| Vitória | 5-2-1   | Ryan Bixler                | Finalização (americana)                | RMMA 20 - Clash at the Casino           | 08/04/2011 | 1     | 1:44  | New Orleans, Louisiana    |                                                                                |
| Vitória | 4-2-1   | Nicolas Joannes            | Finalização (mata leão)                | Shoot & Sprawl 2                        | 02/10/2010 | 1     | 3:49  | Northamptonshire          |                                                                                |
| Empate  | 3-2-1   | Sandro China               | Empate                                 | Dojo Combat 1                           | 17/04/2010 | 3     | 5:00  | Minas Gerais              |                                                                                |
| Vitória | 3-2     | Andre Rouberte             | Nocaute Técnico (socos)                | Shooto - Brazil 10                      | 17/01/2009 | 1     | 3:35  | Rio de Janeiro            |                                                                                |
| Derrota | 2-2     | Zeilton Rodrigues          | Nocaute Técnico (socos)                | Shooto - Brazil 7                       | 28/06/2008 | 1     | 1:45  | Rio de Janeiro            |                                                                                |
| Derrota | 2-1     | Alexandre Pinheiro         | Nocaute Técnico (socos)                | Shooto - Brazil 6                       | 18/04/2008 | 1     | 2:58  | Rio de Janeiro            |                                                                                |
| Vitória | 2-0     | Jose Lucas Fabiano de Melo | Nocaute Técnico (socos)                | MMA Sports Combat 2                     | 15/03/2008 | 1     | 0:00  | Rio de Janeiro            |                                                                                |
| Vitória | 1-0     | Bruno Santana              | Finalização (mata leão)                | Desafio - Brazil Fight Center 2         | 14/04/2007 | 1     | 0:00  | Rio de Janeiro            |                                                                                |